# Voodoo (álbum de VIXX)
Voodoo es el primer álbum de estudio de la banda surcoreana VIXX. Fue lanzado el 25 de noviembre de 2013 bajo el sello Jellyfish Entertainment. La canción principal es «Voodoo Doll».

## Promoción
VIXX interpretó la canción «Voodoo Doll» por primera vez durante el concierto final de su Milky Way Global Showcase que se realizó el 17 de noviembre de 2013 en Seúl, y fue emitido en televisión el 20 de noviembre a través de SBS MTV. Seguido a esto, VIXX realizó su presentación de regreso en el programa musical Show Champion de MBC Music donde interpretaron ambos sencillos «Only U» y «Voodoo Doll». El 6 de diciembre, el grupo ganó su primer premio en un programa musical en Music Bank con «Voodoo Doll».

## Sencillos

### «Only U»
«Only U» (en hangul, 대답은 너니까; romanización revisada, Daedabeun Neonikka; literalmente, «Because You're the Answer») fue seleccionado como sencillo prelanzamiento. Fue producida por el compositor Shinsadong Tiger, y coproducida por 4Beontaja y por el CEO de Jellyfish Entertainment, Hwang Se Jun. Shinsadong Tiger y 4Beontaja arreglaron la canción. El rapero de VIXX, Ravi, formó equipo con el compositor Kim Ji Hyang para escribir la letra. 
El vídeo musical fue dirigido por Hong Won Ki y se filmó en Estocolmo, Suecia, capturando el escenario natural de la ciudad. El sencillo llegó al puesto 40 en Gaon Singles Chart y al puesto 18 en Gaon Social Chart.

### «Voodoo Doll»
«Voodoo Doll» (en hangul, 저주인형; romanización revisada, Jeoju Inhyeong; literalmente, «Curse Doll») es el sencillo principal del álbum. Fue escrito por Kim Eana y Ravi (quien se encargó de la parte del rap) y compuesta por Hyuk Shin, quien ha trabajado con grandes nombres dentro del K-pop. El videojuego musical fue dirigido por ZanyBros.
El vídeo musical fue revelado el 19 de noviembre de 2013. Filmado con el estilo de una película de terror, se abre con imágenes gráficas de los órganos y carne cortada, apuñalada y grapada al mismo tiempo. Los integrantes del grupo aparecen mutilados y encerrados en prisiones individuales. Su captora alegremente los controla y tortura a través de un muñeco vudú. Los miembros logran escapar pero Hongbin es recapturado. Al final, aparece completamente transformado en un muñeco vudú.
Debido a las imágenes perturbadoras y la violencia, tanto el video musical como la coreografía fueron censuradas, además, el video musical no logró cumplir con las regulaciones y fue categorizado con una clasificación R. Una versión «limpia» fue lanzada el 24 de noviembre de 2013. La coreografía de la canción incorpora un objeto que es usado para apuñalar a los miembros en varias partes. La mayoría de canales televisivos prohibieron la coreografía aduciendo que era demasiado violenta. La empresa expresó su decepción diciendo: «La parte del problema es cuando los miembros se convierten en muñecos vudú. La coreografía es el símbolo del triste destino de un muñeco vudú». La coreografía fue modificada al presentarse en los programas musicales. 
El sencillo llegó a la posición 7 en Gaon, y al número 53 en Billboard's K-Pop Hot 100.

## Lista de canciones
| N.º   | Título                                                            | Letras                         | Música                                                            | Duración |  |
| 1.    | «Voodoo» (Intro)                                                  |                                | MELODESIGN                                                        | 1:11     |  |
| 2.    | «Voodoo Doll» (저주인형; Jeojuinhyeong)                           | Kim Eana, Ravi (rap)           | Hyuk Shin, Deanfluenza, 2xxx!, RE:ONE, Lee JaeHoon                | 3:36     |  |
| 3.    | «Beautiful Killer»                                                | Lee Yu Jin, Ravi               | Albi Albertsson, Chris Wahle                                      | 03:20    |  |
| 4.    | «Someday»                                                         | Kim Ji Hyang, Ravi, MELODESIGN | MELODESIGN, Keeproots, Fascinating                                | 3:56     |  |
| 5.    | «Only U» (대답은 너니까; Daedabeun Neonikka)                      | Kim Ji Hyang, Ravi             | Hwang Se Jun, 4번타자, Shinsadong Tiger                           | 3:45     |  |
| 6.    | «B.O.D.Y»                                                         | Kim Mi Jin                     | Albi Albertsson, Andreas Carlsson, Andreas Oberg, Stephan Elfgren | 3:13     |  |
| 7.    | «Secret Night»                                                    | Ravi                           | Ravi                                                              | 3:16     |  |
| 8.    | «Say U Say Me»                                                    | Ravi, Kiggen                   | Hyuk Shin, DK, Ross Lara                                          | 3:24     |  |
| 9.    | «Love Come True» (오늘부터 내 여자; Oneulbuteo Nae Yeoja)         | Kim Ji Hyang, Ravi             | MELODESIGN                                                        | 3:21     |  |
| 10.   | «Thank You for My Love» (태어나줘서 고마워; Taeeonajwoseo Gomawo) | Kim Ji Hyang, MELODESIGN       | MELODESIGN                                                        | 4:17     |  |
| 11.   | «Super Hero»                                                      | Kiggen, Ravi (rap)             | Brent Paschke, Jimmy Richard Drew                                 | 3:30     |  |
| 12.   | «Rock Ur Body»                                                    | Choi Kyu Sung, Swings          | Shinsadong Tiger, Choi Kyu Sung                                   | 3:42     |  |
| 13.   | «On and On» (다칠 준비가 돼 있어; Dachil Junbiga Dwae Isseo)      | Kim Eana, Ravi (rap)           | Hwang Se Jun, Albi Albertsson, Ricky Hanley, Kirstine Lind        | 3:14     |  |
| 14.   | «Hyde»                                                            | Kim Eana, Ravi (rap)           | Hwang Se Jun, D3O                                                 | 3:16     |  |
| 15.   | «Voodoo Doll» (Instrumental)                                      |                                | Hyuk Shin, Deanfluenza, 2xxx!, RE:ONE, Lee JaeHoon                | 3:36     |  |
| 50:43 |                                                                   |                                |                                                                   |          |  |

## Lanzamiento
| Ciudad        | Fecha                   | Formato              | Agencia                 |
| ------------- | ----------------------- | -------------------- | ----------------------- |
| Mundialmente  | 25 de noviembre de 2013 | CD, Descarga digital | Jellyfish Entertainment |
| Corea del Sur | 25 de noviembre de 2013 | CD, Descarga digital | Jellyfish Entertainment |

## Premios y nominaciones
| Año  | Premio                  | Categoría                            | Trabajo       | Resultado |
| ---- | ----------------------- | ------------------------------------ | ------------- | --------- |
| 2013 | KMC Radio Awards        | Mejor vídeo musical                  | «Voodoo Doll» | Ganó      |
| 2013 | Gaon Chart K-Pop Awards | Más vendido Cuarto Trimestre del Año | Voodoo        | Nominado  |

### Programa Musical
| Canción       | Programa   | Fecha                  |
| ------------- | ---------- | ---------------------- |
| «Voodoo Doll» | Music Bank | 6 de diciembre de 2013 |